# Zwemmen op de Olympische Zomerspelen 2024 – 200 meter wisselslag mannen
De 200 meter wisselslag mannen op de Olympische Zomerspelen 2024 vond plaats op 1 en 2 augustus 2024 in de Paris La Défense Arena. Regerend olympisch kampioen was Wang Shun uit China.

## Records
Voorafgaand aan het toernooi waren dit het wereldrecord en het olympisch record
| Wereldrecord     | Ryan Lochte    | 1.54,00 | Shanghai | 28 juli 2011     |
| Olympisch record | Michael Phelps | 1.54,23 | Peking   | 15 augustus 2008 |

## Uitslagen
De zestien snelste zwemmers in de series kwalificeerden zich voor de halve finales, de snelste acht in de halve finales gingen door naar de finale.

### Series
| Rang | Serie | Baan | Naam                    | Land             | Tijd    | Bijz. |
| ---- | ----- | ---- | ----------------------- | ---------------- | ------- | ----- |
| 1    | 4     | 6    | Daiya Seto              | Japan            | 1.57,48 | Q     |
| 2    | 3     | 5    | Duncan Scott            | Groot-Brittannië | 1.57,77 | Q     |
| 3    | 3     | 4    | Léon Marchand           | Frankrijk        | 1.57,86 | Q     |
| 4    | 3     | 3    | Alberto Razzetti        | Italië           | 1.58,00 | Q     |
| 5    | 4     | 5    | Shaine Casas            | Verenigde Staten | 1.58,04 | Q     |
| 6    | 4     | 4    | Wang Shun               | China            | 1.58,09 | Q     |
| 7    | 3     | 6    | Ron Polonsky            | Israël           | 1.58,30 | Q     |
| 7    | 4     | 3    | Tom Dean                | Groot-Brittannië | 1.58,30 | Q     |
| 9    | 3     | 7    | Jérémy Desplanches      | Zwitserland      | 1.58,46 | Q     |
| 10   | 2     | 4    | Carson Foster           | Verenigde Staten | 1.58,63 | Q     |
| 11   | 2     | 6    | Lewis Clareburt         | Nieuw-Zeeland    | 1.58,84 | Q     |
| 11   | 3     | 2    | William Petric          | Australië        | 1.58,84 | Q     |
| 13   | 2     | 5    | Finlay Knox             | Canada           | 1.58,97 | Q     |
| 14   | 4     | 2    | Thomas Neill            | Australië        | 1.59,13 | Q     |
| 15   | 4     | 1    | Jaouad Syoud            | Algerije         | 1.59,41 | Q     |
| 16   | 3     | 1    | Apostolos Papastamos    | Griekenland      | 2.00,79 | Q     |
| 17   | 2     | 7    | Berke Saka              | Turkije          | 2.01,99 |       |
| 18   | 2     | 1    | Erick Gordillo          | Guatemala        | 2.02,24 |       |
| 19   | 4     | 8    | Tomás Peribonio         | Ecuador          | 2.03,40 |       |
| 20   | 1     | 4    | Matheo Mateos           | Paraguay         | 2.03,45 |       |
| 21   | 2     | 2    | Matthew Sates           | Zuid-Afrika      | 2.04,01 |       |
| 22   | 1     | 3    | Simon Bachmann          | Seychellen       | 2.06,48 |       |
| 23   | 1     | 5    | Esteban Núñez Del Prado | Bolivia          | 2.08,10 |       |
|      | 2     | 3    | Hugo González           | Spanje           | DNS     |       |
|      | 4     | 7    | Gábor Zombori           | Hongarije        | DNS     |       |

### Halve finales
| Rang | Serie | Baan | Naam                 | Land             | Tijd    | Bijz. |
| ---- | ----- | ---- | -------------------- | ---------------- | ------- | ----- |
| 1    | 2     | 5    | Léon Marchand        | Frankrijk        | 1.56,31 | Q     |
| 2    | 1     | 2    | Carson Foster        | Verenigde Staten | 1.56,37 | Q     |
| 3    | 1     | 4    | Duncan Scott         | Groot-Brittannië | 1.56,49 | Q     |
| 4    | 1     | 3    | Wang Shun            | China            | 1.56,54 | Q     |
| 5    | 2     | 4    | Daiya Seto           | Japan            | 1.56,59 | Q     |
| 6    | 1     | 6    | Tom Dean             | Groot-Brittannië | 1.56,92 | Q     |
| 7    | 1     | 5    | Alberto Razzetti     | Italië           | 1.57,10 | Q     |
| 8    | 2     | 1    | Finlay Knox          | Canada           | 1.57,76 | Q     |
| 9    | 2     | 3    | Shaine Casas         | Verenigde Staten | 1.57,82 |       |
| 10   | 1     | 7    | William Petric       | Australië        | 1.58,13 |       |
| 11   | 1     | 1    | Thomas Neill         | Australië        | 1.58,77 |       |
| 12   | 2     | 6    | Ron Polonsky         | Israël           | 1.58,89 |       |
| 13   | 2     | 2    | Jérémy Desplanches   | Zwitserland      | 1.58,93 |       |
| 14   | 2     | 7    | Lewis Clareburt      | Nieuw-Zeeland    | 2.00,06 |       |
| 15   | 2     | 8    | Jaouad Syoud         | Algerije         | 2.00,13 |       |
| 16   | 1     | 8    | Apostolos Papastamos | Griekenland      | 2.01,02 |       |

### Finale
| Rang   | Baan | Naam             | Land             | Tijd    | Bijz.  |
| ------ | ---- | ---------------- | ---------------- | ------- | ------ |
| Goud   | 4    | Léon Marchand    | Frankrijk        | 1.54,06 | OR, AR |
| Zilver | 3    | Duncan Scott     | Groot-Brittannië | 1.55,31 |        |
| Brons  | 6    | Wang Shun        | China            | 1.56,00 |        |
| 4      | 5    | Carson Foster    | Verenigde Staten | 1.56,10 |        |
| 5      | 7    | Tom Dean         | Groot-Brittannië | 1.56,46 |        |
| 6      | 1    | Alberto Razzetti | Italië           | 1.56,82 |        |
| 7      | 2    | Daiya Seto       | Japan            | 1.57,21 |        |
| 8      | 8    | Finlay Knox      | Canada           | 1.57,26 |        |